# 南蚌
南蚌，又译南崩、南榜，是缅甸掸邦臘戍縣腊戍镇区南蚌村组下辖的一个村。根据2014年人口普查，该村有3,520名男性，3725名女性，总人口7245人。
该村自2024年被缅甸民族民主同盟军接管，现划入缅甸联邦第一特区腊戌市联合区南蚌乡辖区。